# Comte Orlock
Le comte Orlock (également orthographié Orlok) ou Nosferatu, est un personnage de fiction créé par Friedrich Wilhelm Murnau et Henrik Galeen en 1922 pour le film Nosferatu le vampire (Nosferatu, eine Symphonie des Grauens, 1922) avec Max Schreck qui incarne le comte vampire. Il s'agit en fait du comte Dracula créé par Bram Stoker, dont Albin Grau, producteur du film, a fait changer le nom (et de tous les personnages du roman) pour éviter de payer des droits d'adaptation.

## Historique

### Nosferatu le vampire

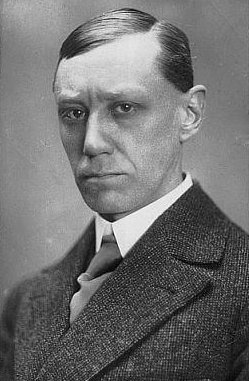
Max Schreck interprète du rôle du comte Orlock dans le film de Murnau.

Sollicité par Albin Grau en 1921, Murnau décide d'adapter à l'écran le roman de Bram Stoker, Dracula, publié en 1897. Mais le producteur refuse de payer des droits et demande au scénariste Henrik Galeen de changer les noms des personnages et divers éléments, ce qui n'évitera pas des poursuites judiciaires de la part de la veuve de Stoker, puis la mise en faillite de la maison de production Prana Film. Ainsi, dans la version allemande, le comte Dracula devient le comte Orlock, joué par Max Schreck.
Le personnage doit beaucoup à Albin Grau, coproducteur et responsable des décors et costumes, lui-même s'inspire des tableaux de Hugo Steiner-Prag, illustrateur du roman de Gustav Meyrink Le Golem. Chauve, pâle, à oreilles et incisives pointues (au lieu des canines), Orlock diffère de son modèle original tant sur le plan physique que psychologique.
Dans la version française du film de Murnau, les intertitres reprennent les noms originaux des personnages de Bram Stoker, dont Dracula à la place d'Orlock.

### Nosferatu, fantôme de la nuit
En 1979, Werner Herzog sort un remake, Nosferatu, fantôme de la nuit (joué par Klaus Kinski) le vampire reprend le nom de Dracula, confirmant qu'il s'agit bel et bien du même personnage.

### Nosferatu à Venise
Onze ans après sort ce qui devait en être la suite officielle, Nosferatu à Venise, où Kinski reprend son rôle. Ici, le personnage est appelé sans raison explicite Nosferatu. Le vampire apparait cette fois sous une apparence plus humaine, avec notamment des cheveux (contrainte due à un caprice de Kinski qui avait trouvé le maquillage du premier film trop douloureux). Le comportement agressif de l'acteur durant le tournage (insultant le réalisateur, lui lançant un miroir à la tête devant toute l'équipe, marchant en dehors du champ de la caméra...) mit le budget à sec et ruina complètement la carrière du film.

### Nosferatu
En 2024, Bill Skarsgård joue une nouvelle version du comte Orlock dans Nosferatu.

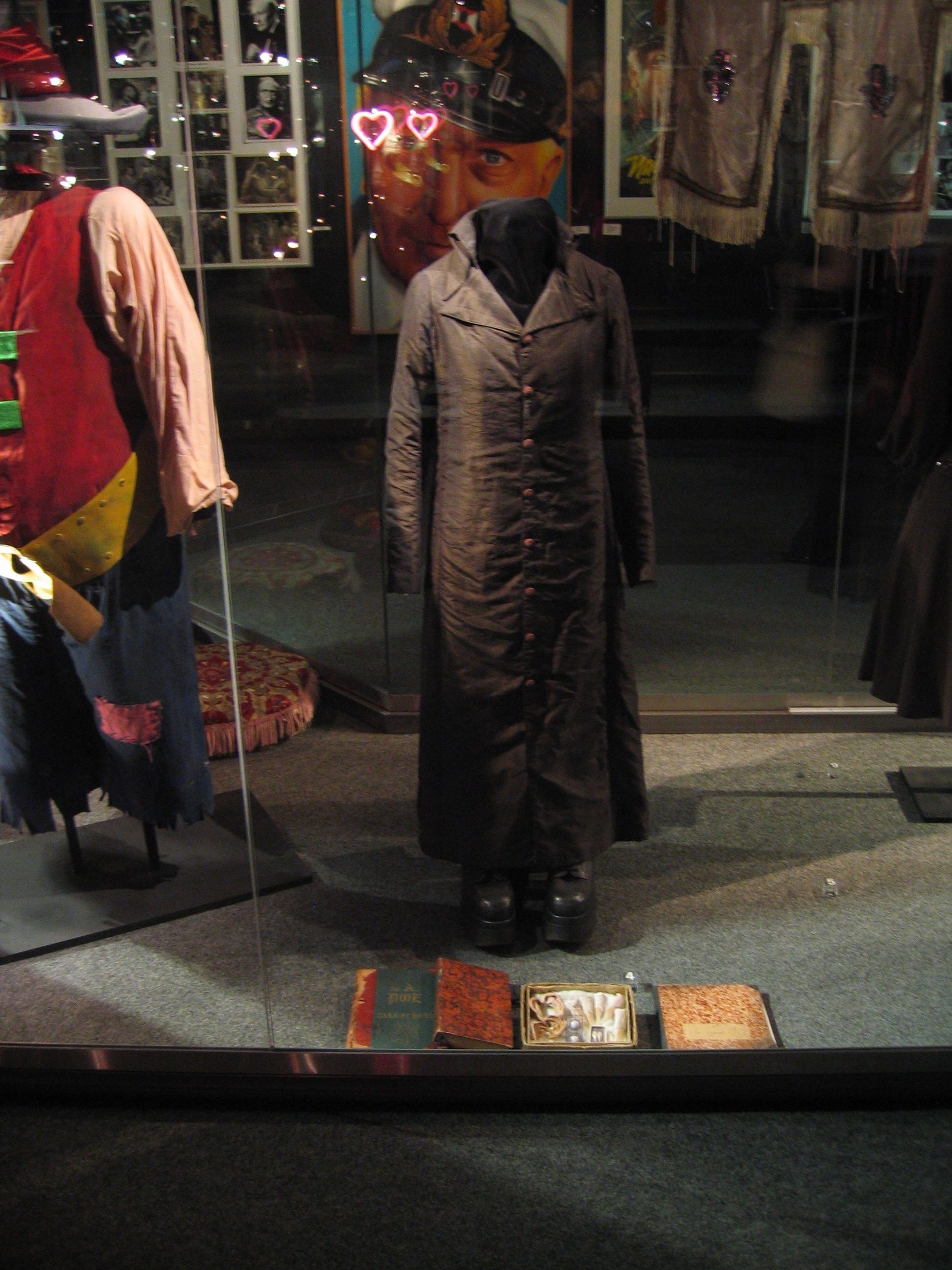
Costume du vampire porté par Klaus Kinski dans le film Nosferatu fantome de la nuit, de Werner Herzog, Filmmuseum de Düsseldorf.